# Клиф Ричард
Клиф Ричард (на английски: Cliff Richard) е британски музикант (певец, китарист) и актьор.

## Музика
Започва кариерата си в края на 1950-те години със състава „Шадоус“ (The Shadows – „Сенките“) и доминира музикалните класации в Европа през 1950-те и 1960-те години. Продал е над 250 милиона записа. Има хитове през всяко десетилетие от 1950-те години. Единствената песен, която става хит в САЩ, е Devil Woman.
Представлява 2 пъти страната в песенния конкурс „Евровизия“ – заема 2-ро място през 1968 година с песента си Congratulations и 3-то място с Power to all our friends през 1973 г.
Класиране по брой седмици в музикалните класации на Англия:
- Елвис Пресли (2574)
- Клиф Ричард (1983)
- „Куийн“ (1755)
- „Бийтълс“ (1749)
- Мадона (1660)
- Елтън Джон (1626)

## Филмография
- „Експресо Бонго“ (Expresso Bongo), 1959 г., в ролята на Бърт Ръдж / Бонго Хърбърт

## Други
Удостоен е с почетното звание „сър“ през 1995 г. Анкета на BBC го нарежда сред 100-те най-велики британци през 2002 година.
Ричард е доживотен ерген, има 3 сестри. В началото на 1970-те години е имал връзка с Оливия Нютън-Джон (с която имат и дует), но за кратко.
От 1993 година Клиф отглежда лозя в Португалия, произвежда вино.